# Escut de Sant Boi de Llobregat
L'escut oficial de Sant Boi de Llobregat té el següent blasonament:
Escut antic: d'atzur, una campana d'argent batallada de gules. Per timbre una corona de baró.

## Història
Va ser aprovat el 10 de desembre de 1985 i publicat al DOGC el 22 de gener de l'any següent amb el número 639.
La campana és el senyal tradicional de la localitat, i no va lligada a cap esdeveniment històric particular; es diu que simbolitza la campana que cridava els veïns a aplegar-se a la plaça. Sant Just Desvern, un municipi proper, també té una campana al seu escut. La corona recorda la baronia de Sant Boi, creada el 1523 per Antoni de Cardona.